# IOS 17
IOS 17 is een mobiel besturingssysteem voor iPhones dat is ontwikkeld door Apple Inc. Het werd aangekondigd tijdens de Worldwide Developers Conference op 5 juni 2023 en kwam op 18 september 2023 beschikbaar voor het publiek.

## Functies
Nieuw in iOS 17 zijn aanpasbare contactposters en een vernieuwde stand-by-modus. Een contactposter kan worden samengesteld en worden getoond aan personen die men belt. De stand-by-modus wordt getoond bij het opladen en horizontaal houden van de iPhone en kan eveneens worden aangepast met bijvoorbeeld een klok, het weer, sportuitslagen en widgets. Ook nieuw is een Dagboek-app voor het bijhouden van dagelijkse notities, gevoelens, stemopnamen, locaties en foto's.
Enkele toegevoegde functies zijn interactieve widgets, Live Stickers, AirDrop met NameDrop, muziek delen in de auto, AirTags voor meerdere personen, live transcripties van voicemails in het Engels, en een systeemfunctie voor het doorgeven of iemand veilig thuis of op locatie is gekomen.
Andere verbeteringen zijn aangebracht aan onder meer Kaarten, Notities, Herinneringen, Foto's, Camera en de Weer-app.

## Ondersteuning
Alle apparaten met een Apple A12 Bionic-processor en nieuwer worden ondersteund binnen iOS 17. Hierdoor kwam ondersteuning voor de IPhone 8 (Plus) en iPhone X te vervallen.
- iPhone XS (Max)
- iPhone XR
- iPhone 11 (Pro en Max)
- iPhone SE (2020) (2e generatie)
- iPhone 12 (Mini, Pro en Max)
- iPhone 13 (Mini, Pro en Max)
- iPhone SE (2022) (3e generatie)
- iPhone 14 (Plus, Pro en Max)
- iPhone 15 (Plus, Pro en Max)